# Mangora itza
Mangora itza är en spindelart som beskrevs av Levi 2005. Mangora itza ingår i släktet Mangora och familjen hjulspindlar. Inga underarter finns listade i Catalogue of Life.